# Jürgen Rodeland
Jürgen Rodeland ist ein deutscher Musikwissenschaftler und Orgelsachverständiger.
Rodeland studierte Musik für das Lehramt an Gymnasien sowie Musikwissenschaften an der Universität Mainz. Er wurde 1990 promoviert  mit der Dissertation Die Orgelbauwerkstatt Schöler in Bad Ems (1748–1832). Bis 2003 war er wissenschaftlicher Mitarbeiter der Orgelbaufirma Oberlinger. Seit 2004 wirkt er als  Orgelsachverständiger im Bistum Mainz. Er lehrte an der Universität Mainz Orgelbaukunde und ist wissenschaftlicher Mitarbeiter des Orgel Art Museums in Windesheim. Sein Orgelspiel wurde in Rundfunk- und Fernsehaufnahmen dokumentiert. Zurzeit unterrichtet er am Gutenberg-Gymnasium in Mainz in den Fächern Deutsch und Musik.
Rodeland ist darüber hinaus Experte für Schmetterlinge. Zusammen mit dem Diplom-Biologen Erwin Rennwald betreut er administrativ und redaktionell das Lepiforum, eine umfangreiche Internetplattform zur Bestimmung von Schmetterlingen in ihren verschiedenen Entwicklungsstufen. Ein Schwerpunkt seiner Arbeit im Bereich Artenbestimmung und dem Angebot von Exkursionen liegt auf dem Naturschutzgebiet Ober-Olmer Wald.

## Veröffentlichungen
- Die Orgelbauwerkstatt Schöler in Bad Ems. Ein Beitrag zur rheinischen Orgelgeschichte. Musikverlag Katzbichler, Mainz 1991, ISBN 3-87397-512-2.
- Zur Geschichte der Orgelbauwerkstatt Oberlinger in Windesheim. In: Lebendiges Rheinland-Pfalz, Zeitschrift für Wirtschaft, Wissenschaft und Kultur.  30, Heft 2/3, 1993, S. 6–15.